# الصراع السوري العراقي 1979 - 2024
الصراع السوري العراقي المعروف أيضًا باسم الصراع الداخلي في حزب البعث ، كان صراعًا وتنافسًا أيديولوجيًا بين حزب البعث بقيادة سورية الأسدية ومجموعاته الفرعية الموالية لسوريا البعثية ، وحزب البعث بقيادة عراقية صدامية ومجموعاته الفرعية الموالية للعراق البعثي . واستمر الصراع أيديولوجياً حتى بعد الغزو الذي قادته الولايات المتحدة للعراق والإطاحة بالرئيس صدام حسين ، وانتهى بعد سقوط نظام الأسد في هجوم شنته المعارضة السورية . ومع ذلك، فإن كلا النظامين يظهران سمات مشتركة، بما في ذلك العسكرة القوية للمجتمع، والحكم الاستبدادي، والقمع، والقيود على الحريات، واحتكار السلطة، والتزوير الانتخابي، والمسؤولية عن المعاناة الواسعة النطاق في كلا البلدين والمنطقة على نطاق أوسع.  

## 1979
في 15 يناير/كانون الثاني 1979، وافقت سوريا والعراق رسميا على تأسيس اتحاد مشترك، وكان من المقرر أن يكون لهذا الاتحاد اسم علم مشترك، ورئيس مشترك أو مجلس رئاسي، وحكومة اتحادية مشتركة. كما اتُّفِق على أن يتناوب العراقيون والسوريون على منصب الرئيس، حيث تولى البكر منصب الرئيس في البداية، بينما تولى الأسد منصب قائد الحزب في القُطرين ونائب الرئيس.

## 1980 - 1988
قرر حافظ الأسد دعم إيران في أثناء الحرب الإيرانية العراقية بين عامي 1980-1988 وهو الأمر الذي يرصده باتريك سيل في كتابه "الأسد، الصراع على الشرق الأوسط"، ويعدّه الشيء الأكثر جرأة في سياسة الأسد الخارجية، فقد أدى وقوفه مع الثورة الإيرانية إلى إنشاء محور شيعي يمتد من طهران عبر دمشق إلى جنوب لبنان

## 1990 - 2000
استمر العداء كما هو حتى وقع زلزال كبير في المنطقة، ففي 2 أغسطس/آب 1990، استفاق العالم العربي على حدث ضخم، حين قرر صدام حسين غزو الكويت بعد سلسلة من الخلافات المتصاعدة، مما أدى إلى انهيار علاقاته مع دول الخليج وخسارة كل التعاطف الذي ناله أثناء الحرب مع إيران.
وفي الشهر نفسه، انطلق حافظ الأسد للقاء الرئيس الإيراني وقتها علي أكبر رافسنجاني، وبحسب كتاب عبد الحليم خدام نائب الأسد "التحالف السوري الإيراني والمنطقة"، فإن كلًّا من إيران وسوريا كانتا تستشعران القلق الشديد من هجوم صدام حسين على الكويت، ليس بسبب مناهضته للقانون الدولي، وتعدّيه على حقوق الغير فقط، بل وخوفا من زيادة سطوة صدام ونفوذه في المنطقة مع سيطرته على البترول الكويتي، وأيضا بسبب ردة فعل الدول الغربية التي ستأتي وتستقر في المنطقة مما يهدد كلًّا من إيران وسوريا.
ولكن حافظ الأسد، نكايةً في غريمه وعدوه اللدود صدام، قرر أن ينضم إلى التحالف الدولي الذي رعته واشنطن لطرد القوات العراقية من الكويت، فقد التقى الأسد مع جورج بوش في جنيف، ومن ثم قررت دمشق رسميا المشاركة في التحالف الدولي، وهُزم العراق في حرب الخليج في العام التالي، كما واجهت بغداد حصارا اقتصاديا وسياسيا مؤثرا في التسعينيات بسبب العقوبات الدولية، وهو الأمر الذي جعل الأسد يشعر بالراحة والطمأنينة من انكسار غريمه صدام

## 2000 - 2003
عودة العلاقات بعد وفاة حافظ الاسد سنة 2000، حيث كان نظام صدام حسين يوشك على السقوط، وهو ما حدث في عام 2003 حين انهار نظامه، وتَشكَّل نظام جديد كان لإيران فيه النفوذ الأكبر، الأمر الذي عزَّز من نفوذ وقوة محور طهران – دمشق – جنوب لبنان

## 2006 - 2009
اتهم نوري المالكي رئيس الوزراء العراقي قياديين بارزين من حزب البعث المنحل يقيمون في سوريا واتهم الرئيس السوري بشار الاسد بالوقوف وراء التفجيرات الاخيرة. وطالب الحكومة السورية بتسليمهم لكنها رفضت، وهو ما ادى الى تصعيد الموقف وتبادل الاتهامات بين الطرفين واتهمت السلطات العراقية اجهزة مخابرات سورية بدعم مسلحين وعناصر من حزب البعث المنحل لتنفيذ عمليات مسلحة ضد العراق - ووصف الرئيس السوري بشار الاسد هذه الاتهامات بأنها غير لائقه وكاذبة واعتبرها تهديد امني لسوريا من طرف العراق

## 2010 - 2015
اشتد توتر العلاقة بين العراق وسوريا قبيل انتخابات مجلس النواب في عام 2010 بالعراق، التي دعمت سوريا عن طريقها القائمة العراقية برئاسة (إياد علَّاوي)، مقابل منافسها الأقوى قائمة ائتلاف دولة القانون الذي رأسه (نوري المالكيّ)، إذ عدَّ ذلك أشبه بالدعم الطائفي، وحتى بعد إعلان نتائج الانتخابات وصعود القائمة العراقية دعمت سوريا بصورة كبيرة جداً القائمة بتشكيل الحكومة عن طريق تفاهمات مع زعيم التيار السيد مقتدى الصدر، إلا أنَّ التدخل الإيراني حال دون ذلك، إذ استخدمت إيران العلاقات مع سوريا؛ لحل الخلاف ما بين نظام الأسد وحكومة المالكي، واستمرت العلاقات بتذبذب لحين اندلاع أحداث 2011 في سوريا، وما رافقها من أزمة.
في الوقت نفسه لم يمنع ذلك التوتر من استقبال سوريا ملايين المهاجرين العراقيين الى سوريا الذي نزحوا؛ بسبب الأعمال الإرهابية والطائفية في العراق، وسهَّلت عملية دخولهم واستقرارهم، ممَّا عاد بمردود اقتصادي واجتماعي كبير لسوريا، استخدم كورقة ضغط على الحكومة العراقية من جهة، والقوات الأجنبية الموجودة في العراق من جهة أخرى.

## 2015 - 2023
شهدت حقبة 2015 - 2023 تطور ملحوظ ب العلاقات السورية العراقية وتبادل الزيارات بين قادة البلدين

## 2024 - 2025
مع إعلان فصائل المعارضة السورية دخول قلب العاصمة دمشق وإسقاط نظام بشار الأسد، توالت ردود الأفعال حول هذا التحوّل المفصلي في تاريخ سوريا، وبينها مواقف أبداها رؤساء كتل وسياسيون عراقيون، منهم من قال إن ما يحدث في سوريا "بادرة لحقبة جديدة تسود فيها الديمقراطية والحريات"، ومنهم من كان متحفظاً على ما حدث، فضلاً عن رافضين لإسقاط نظام بشار الأسد، وكان منهم رئيس الوزراء، محمد شياع السوداني الذي اعتبر ذلك تهديدا لامن العراق ولكن رد عليه الرئيس السوري الحالي احمد الشرع بأن التداعيات حول انتقال الصراع الى العراق غير صحيحه و ان في سوريا هناك شعب ثأر ضد نظام طاغي

## 2025
شهد عام 2025 تبادل زيارات بين وفود من البلدين و كذلك شهد استضافه قطر ل الرئيس احمد الشرع و السيد محمد شياع السوداني على طاوله وحده ب ضيافه امير قطر تميم بن حمد
الرئيس السوري احمد الشرع يستقبل رئيس جهاز المخابرات العراقي حامد الشاطري